# Письменная история

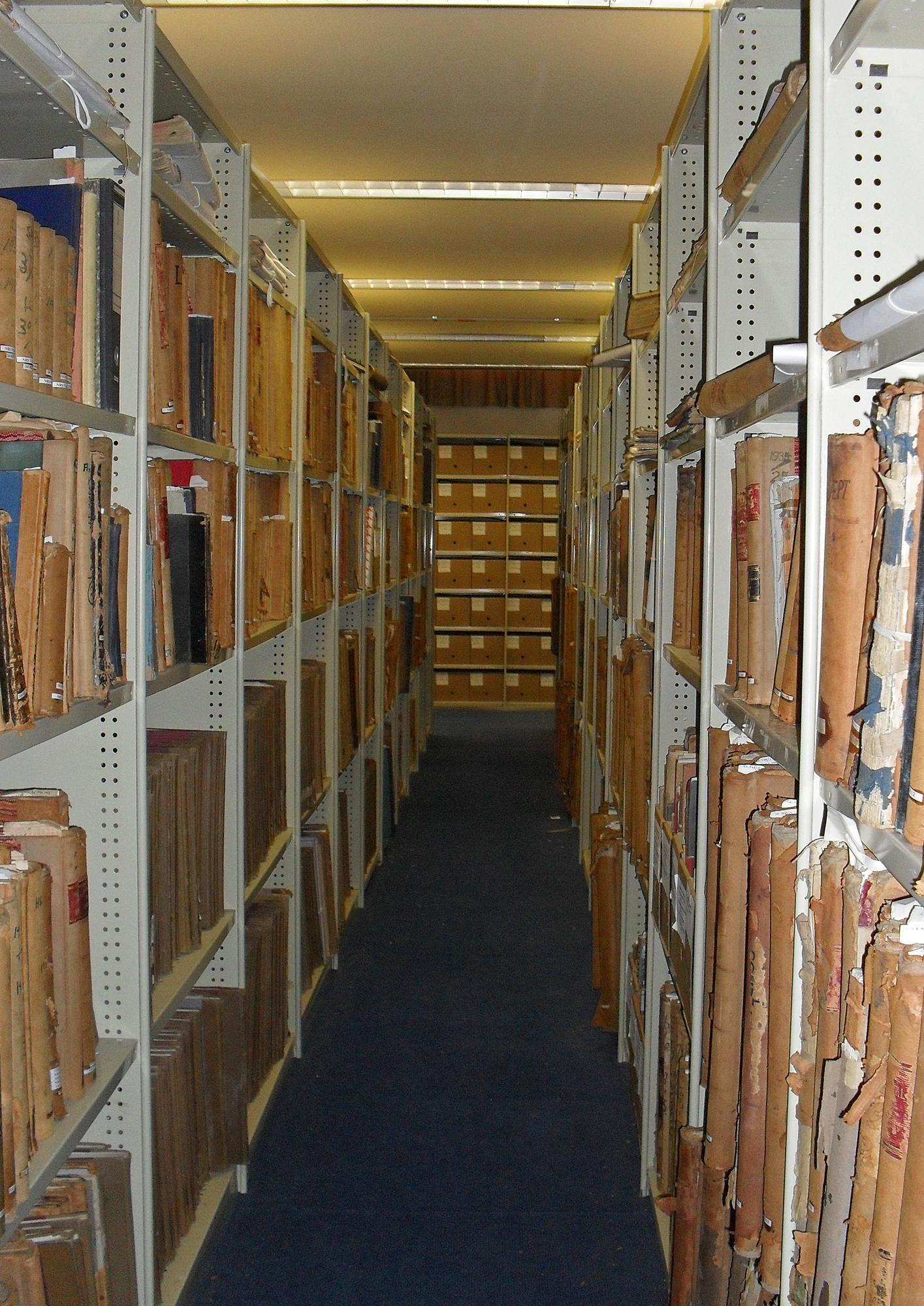
Архивы хранят большую часть письменных исторических источников (Региональный архив Университета Чарльза Стёрта, Австралия)

Письменная история — исторический нарратив (повествование), основанный на исторических записях или иных документальных материалах. Письменная история отличается от других нарративов прошлого, таких как мифы, устные традиции или традиции материальной культуры. Термин употребляется также в значении исторического периода, периода письменной фиксации истории, то есть периода существования письменной истории.
Письменная история начинается с появления исторических записей в эпоху Древнего мира примерно в IV тысячелетии до н. э., когда была изобретена письменность. Образцы письменных текстов известны уже к 1750 году до н. э. из Древней Месопотамии, например, Кодекс Хаммурапи. Письменная история ряда географических регионов и культур относительно непродолжительна из-за недолгого использования письменности. Кроме того, культура не всегда фиксирует всю информацию, значимую для более поздних историков, например, полную информацию о воздействии стихийных бедствий или имена отдельных лиц. Таким образом, в определённых сферах письменная история фиксируется не в полном объёме и ограничена. В разных сферах она может охватывать разные периоды.
Научная интерпретация письменной истории, как и других исторических нарративов, опирается на методологию исторической науки — систему принципов и методов, с помощью которых историки изучают исторические источники и другие данные, а затем описывают прошлое. Вопрос о природе и даже о возможности эффективного метода интерпретации письменной истории в рамках философии истории ставится как эпистемологический. Историческая дисциплина, изучающая саму историческую науку, её историю и методы, известна как историография. Основное внимание историография уделяет изучению того, как интерпретируется письменная история.

## Доисторическая эпоха и протоистория
Эпохе письменной истории предшествовали доисторический период и период протоистории.
Доисторической эпохой традиционно называют период времени до возникновения письменности и начала письменной истории.
Протоистория — термин, распространённый в зарубежной исторической литературе, который относится к переходному периоду между доисторической эпохой и историей. Это период после появления письменности, но до появления первых исторических сочинений. Протоисторическим может также называться период, в течение которого определённая культура сама ещё не пользовалась письменностью, но уже попала в поле внимания культур, имеющих письменность, и оказалась засвидетельствованной в письменных документах. Примером протоисторической культуры, согласно второму определению, является культура ранних славян, о которых известно, в частности, из античных и византийских источников.

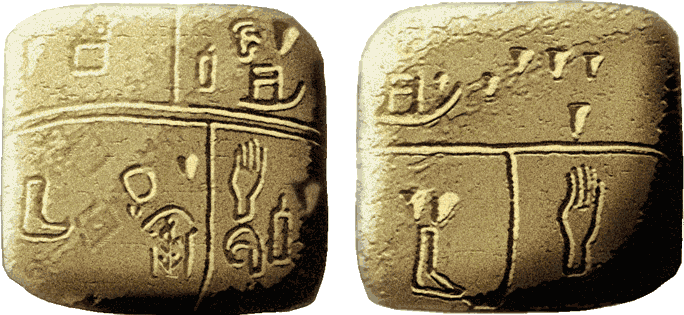
Табличка из Киша около 3500 года до н. э., древнейший памятник шумерского письма

Полноценным письменностям предшествовала протописьменность. Ранними примерами протописьменности являются символы «письменности Цзяху» (около 6600 года до н. э., либо позднее), знаки Дунайского протописьма (конец V — начало IV тысячелетия до н. э.), ранняя письменность долины Инда (около 3500 года до н. э.). Более поздним примером — письменность Нсибиди (ранее 500 года н. э.). Существуют разногласия относительно того, когда заканчивается доисторическая эпоха или протоистория и начинается историческая эпоха, и когда протописьменность становится «настоящей письменностью». Однако первые письменности возникли приблизительно в начале бронзового века, в конце IV тысячелетия до н. э. Архаическая шумерская клинопись и египетские иероглифы, как правило, считаются самыми ранними системами письма. Они развились из протописьменных систем в период примерно от 3400—3200 годов до н. э. до 2600 года до н. э., когда появились первые полноценные тексты.

## Историография

### Средний Восток
Наиболее ранние хронологии принадлежат двум цивилизациям: Древнему Шумеру и Египту раннего династического периода, которые возникли независимо друг от друга примерно в середине IV тысячелетия до н. э. Самая ранняя письменная история, которая отличается качеством и достоверностью изложения материала, принадлежит древними египтянам и касается египетских фараонов и их правления. Бо́льшая часть материалов по ранней письменной истории была открыта заново сравнительно недавно, благодаря изучению археологических памятников. Начиная с этих первых письменных нарративов, в разных частях света сложилось множество различных традиций письменной фиксации истории.
В предисловии к своей книге «Мукаддима» («Введение») 1377 года арабский историк и ранний социолог Ибн Хальдун (1332—1406 годы) предупреждал о семи ошибках, которые, по его мнению, регулярно совершали историки. В своей критике он подошёл к прошлому как к неизвестному и нуждающемуся в толковании. Ибн Хальдун часто критиковал «пустые суеверия и некритическое восприятие исторических данных». Он ввёл научный метод исторических исследований и часто обращался к нему как к «новой науке». Этот исторический метод заложил основу для изучения роли, которую играют в истории государство, коммуникации, пропаганда и систематические ошибки, поэтому Ибн Хальдун считается «отцом историографии» или «отцом философии истории».

### Восточная Азия

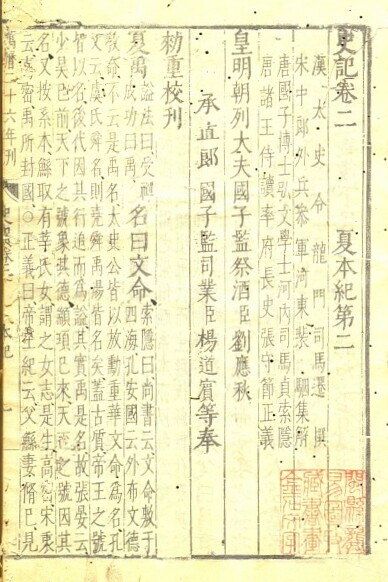
«Ши цзи», первая страница главы 2, издание 1598 года

В Китае история была впервые записана на гадательных костях («Цзягувэнь»). Надписи расшифрованы и датируются ориентировочно концом II тысячелетия до н. э. Памятник исторической прозы «Цзо чжуань», традиционно приписываемый Цзо Цюмину (556—451 годы до н. э.) и составленный в V веке до н. э., является, возможно, самым ранним историческим повествованием. Историческое описание охватывает период с 722 по 468 год до н. э. «Шу цзин» («Книга истории»), одна из книг «У-Цзин», конфуцианского «пятикнижия», входящего в число классических китайских текстов, является одним из самых ранних китайских исторических повествований. «Чуньцю» («Вёсны и осени»), официальная хроника государства Лу, охватывающая период с 722 по 481 год до н. э., представляет собой древнейший китайский анналистический (летописный) текст и один из самых ранних сохранившихся текстов летописного плана в мире. Традиционно его приписывают Конфуцию (551—479 годы до н. э.). Книга Чжаньго цэ («Стратегия Сражающихся царств») — известное китайское историческое произведение, сборник отдельных исторических материалов по Периоду Сражающихся царств, составленный между III и I веками до н. э.
Историограф Сыма Цянь (II—I века до н. э.) заложил основу профессиональной записи истории в Китае. Его грандиозный труд «Ши цзи» («Исторические записки») описывает историю Китая, начиная с XVI столетия до нашей эры, и включает в себя большое количество трактатов на различные темы и отдельные биографии известных людей. В сочинении также изучены жизнь и поступки простых людей, как современных историографу, так и живших в прошедшие века. Работа историографа оказала влияние на всех последующих китайских авторов исторических трудов, в том числе на престижную группу Ban эпохи Восточной Хань.

### Европа

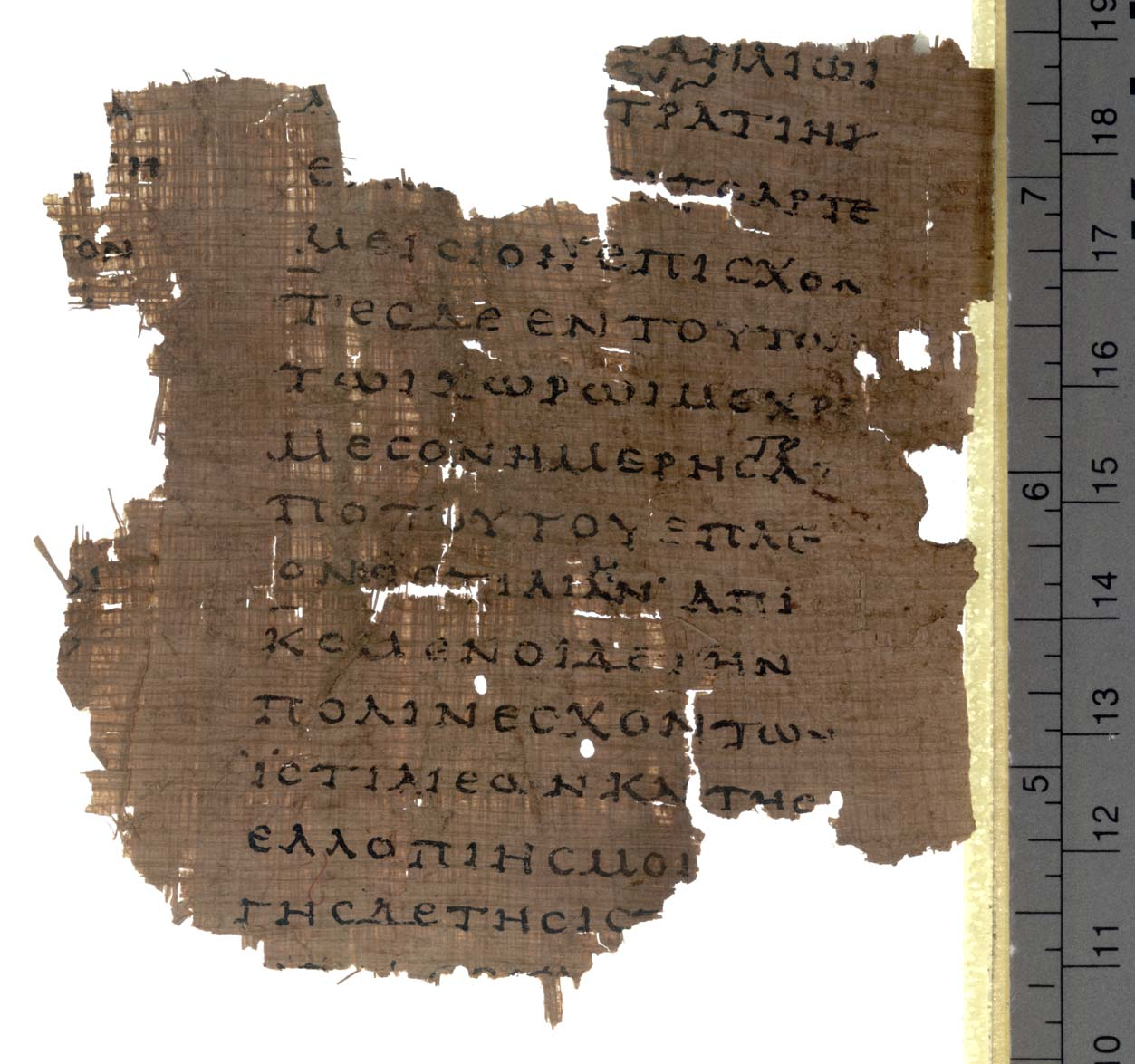
«История» Геродота. Фрагмент книги VIII, папирус Oxyrhynchus 2099, II век

Геродот Галикарнасский (около 484 года до н. э. — около 425 года до н. э.) обычно считается «отцом истории». Его труд «История» был написан в период с 450-х до 420-х годов до н. э. Однако его современник Фукидид (около 460 года до н. э. — около 400 года до н. э.), автор работы «История Пелопоннесской войны» признаётся первым, кто применил проработанный исторический метод. Фукидид, в отличие от Геродота, внимательно изучал причины и следствия исторических событий и рассматривал исторический процесс как результат выбора и действий людей, а не как результат божественного вмешательства.
Блаженный Августин (354—430) оказал большое влияние на христианскую и западную мысль начала Средних веков. В Средневековье и эпоху Возрождения история часто рассматривалась с религиозной перспективы.
Около 1800 года немецкий философ и историк Гегель (1770—1831) ввёл более светский подход в изучении истории. По словам Джона Тоша, «начиная с периода Высокого Средневековья (1000—1300), письменное слово сохранилось в бо́льшем объёме, чем любые другие источники по западной истории». Западные историки в XVII и XVIII веках, преимущественно во Франции и Германии, разработали методы исторического исследования, сопоставимые с современными. Многие из этих исторических трудов были тесно связаны с идеологией и политикой.
В XX веке академические историки стали меньше обращаться к эпическим националистическим нарративам, часто склонным приукрашивать нацию или великих людей, отдавая предпочтение более объективному и комплексному анализу социальных и интеллектуальных сил, определяющих развитие. Главной в исторической методологии в XX веке была тенденция рассматривать историю скорее как социальную науку, а не как искусство, что зачастую было принято раньше. Французские историки, связанные со Школой «Анналов», ввели количественные методы, используя сырые данные для изучения жизни типичных людей, и внесли значительный вклад в изучение истории культуры.
Россия

## Способы записи
Хотя письменная история началась с изобретения письма и связана с письменностью, с развитием технологий появились новые способы фиксации истории. В настоящее время история может фиксироваться с помощью фотографии, аудио- и видеозаписи. Совсем недавно интернет-архивы сделали возможным сохранение копий веб-страниц и документирование истории Интернета. Появление других новых методов сбора исторической информации также сопровождало развитие технологий. По крайней мере с XX века предпринимались попытки фиксировать устную историю путём её записи на бумагу или с использованием магнитной записи, а с конца 1990-х годов — также с использованием цифровой техники. Тем не менее, фиксация истории и её интерпретация по-прежнему в значительной мере связаны с бумажными записями.

## Методология

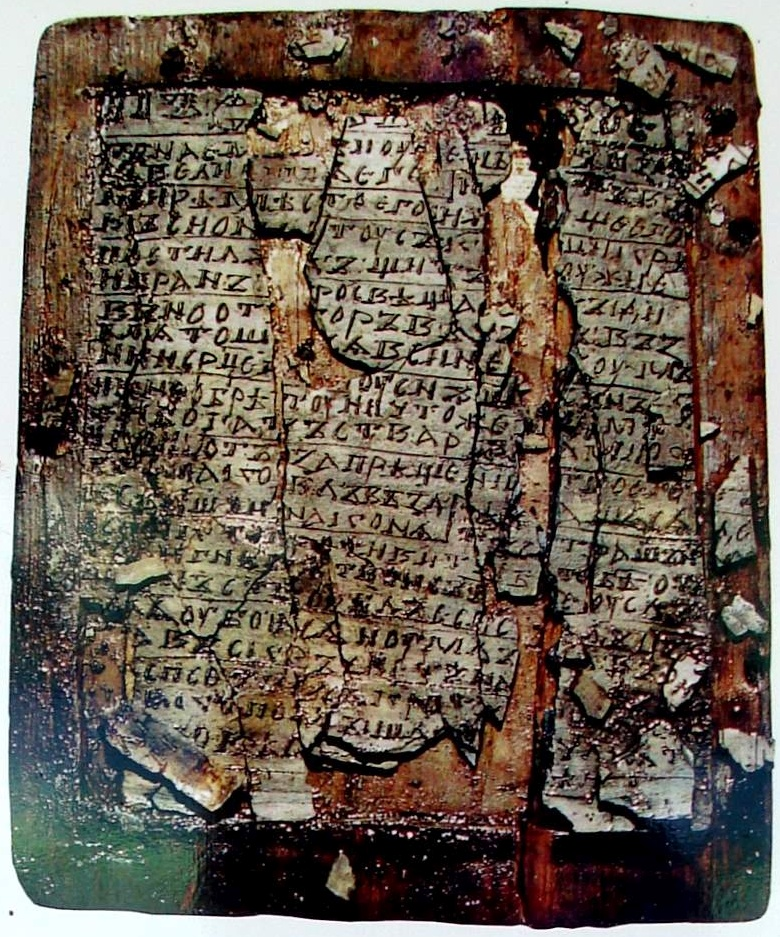
Новгородский кодекс начала XI века — один из древнейших русских письменных источников

Методология истории представляет собой систему принципов и методов, с помощью которых изучаются исторические источники и другие материалы, а затем описывается прошлое. Письменные источники выступают основными источниками письменной истории. Помимо письменных, историческими источниками являются предметы материальной культуры (включая археологические материалы), изобразительные источники, разговорная речь, памятники устного творчества, поведенческие источники (обычаи и обряды) и др.
Первичные письменные источники представляют собой материалы «из первых рук», записанные современниками и непосредственно отразившие исторический процесс. Как отмечают Маргарет Далтон и Лори Чарниго, первичные источники предоставляют исследователям «прямую, неопосредованную информацию об объекте исследования».
Вторичные источники — та или иная обработка исторического материала из первичных источников; они как минимум на один шаг удалены от события или факта. К вторичным источникам относят сообщения, сочинения или исследования, которые описывают, анализируют, адаптируют, оценивают, интерпретируют и / или обобщают первичные источники. Вторичные источники чаще всего имеют письменную форму.
Третичные источники — это компиляции, обобщения первичных и вторичных источников, которые также могут содержать анализ.
Не всегда можно сразу определить, к какому типу принадлежат источники. Вторичный источник может выступать в качестве первичного. Если первичный источник не сохранился, то в качестве первичного может использоваться наиболее близкий к нему вторичный. Первичные и вторичные источники — относительные термины. Одни и те же источники могут быть как первичными, так и вторичными, в зависимости от объекта исследования.

## В фолк-хистори
В рамках псевдоисторического дискурса в центре внимания находится именно письменная история как наиболее доступный для непрофессионалов исторический нарратив. Соответственно, она подвергается наибольшим искажениям. Распространена идея о том, что письменная история в прошлом была фальсифицирована в глобальном масштабе. В реальности это недостижимо, поскольку невозможно подделать все или большую часть письменных источников и почти невозможно подделать археологические материалы, лингвистические факты и т. п. В отношении любого вида исторических источников применяются различные методы датировки и установления подлинности, зачастую независимые друг от друга и применяемые перекрёстно. Впрочем, в незначительных масштабах искажение истории, преимущественно письменной, всегда имела место. В псевдоисторических работах без детальной научной критики, либо при наличии лишь видимости таковой фальшивыми объявляются любые источники, противоречащие разделяемым автором идеям или не соответствующие созданному заранее построению. Учёные-историки изображаются фальсификаторами письменной истории или адептами фальсифицированных ранее письменных источников, отрицающими данные генетики, археологии, лингвистики и т. п. Подобные утверждения представляют собой демагогический приём, известный как подмена тезиса (искажение точки зрения предполагаемого оппонента), поскольку методология истории заключается в комплексном анализе имеющихся источников.